# Jindřich Kàan z Albestů
Jindřich Kàan z Albestů (Ternopil (Ucraïna), 29 de maig, 1852 - Roudná (Bohemia Meridional, Txèquia), 7 de març, 1926), també conegut amb el cognom honorable Káan, o com Jindřich z Káanů, Henri de Kàan o Heinrich von Kàan era un pianista txec, virtuós, compositor musical i professor. Va ser deixeble de Josef Proksch i Vilém Blodek. Els anys 1889–1918 va ser professor de piano al Conservatori de Praga, a partir de 1907 hi va ocupar el càrrec de director; va ser fonamental per millorar-ne el nivell artístic i la dotació material. Va crear transcripcions de concerts de composicions txecs (especialment de Bedřich Smetana), va compondre els ballets Bajaja i Olim.

## Biografia
Era fill d'un noble hongarès, mestre de ritme de l'exèrcit austríac. Quan Jindřich tenia vuit anys, la família es va traslladar a Bohèmia.Jindřich Kàan z Albéstů. Světozor. 1885-07-31, roč. 19, čís. 33, s. 526. Dostupné online [cit. 2011-08-13]. Més tard va declarar sobre el seu origen que era "hongarès per ascendència, polonès per lloc de naixement, alemany per educació i txec per mentalitat i música".
A més dels seus estudis al gimnàs, va assistir a cursos de música primer a l'escola Prokš, i més tard amb Vilém Blodek al Conservatori de Praga. El 1873 va ingressar a l'escola d'orgue dirigida per Skuherský. Sota la seva guia, va adquirir coneixements teòrics i pràctics i va començar a compondre.
El 1874 i el 1875, va actuar en públic per primera vegada, primer en un acte benèfic per donar suport als advocats pobres, i un any després va fer un concert en solitari. Algunes de les seves composicions van ser interpretades en ambdós concerts. Es va convertir en un artista intèrpret conegut, però la seva carrera posterior en aquesta direcció es va acabar amb una por escènica incontrolable.
Durant els vuit anys següents, va ser el tutor particular dels fills del comte Fürstenberg al castell de Lány.[5] Amb les seves actuacions de piano, algunes de les quals fins i tot el príncep hereu Rudolf va escoltar, va guanyar una excel·lent reputació en els cercles aristocràtics.
El 1884, va tornar a Praga i va organitzar un concert a la "Měšťanská beseda". Va ser apreciat com un virtuós amb una gran habilitat tècnica i intel·ligència musical. El 1889 esdevingué professor de piano avançat al Conservatori de Praga, i des de 1901 professor de música de cambra. Va crear diverses personalitats, inclòs el seu successor Karel Hoffmeister.
Després de la mort de Karel Knittl, va esdevenir el director del conservatori el 1907. Va introduir un nou sistema d'ensenyament pràctic, va assegurar un augment de la subvenció i, per tant, els sous dels professors. L'any 1909 va obrir una escola de mestres com a extensió dels estudis ordinaris de batxillerat. Va limitar el nombre de concerts i va destacar el seu estudi a fons. Però també es va veure obligat a resoldre problemes pràctics relacionats amb el trasllat forçós després de l'acomiadament de les instal·lacions anteriors per part del Ministeri d'Hisenda austríac. Amb el seu èmfasi en la disciplina estricta, l'assistència i el compliment acurat de tots els deures per part d'alumnes i professors, però, a més dels seus mèrits indiscutibles, també va crear una sèrie d'enemics. Va dimitir com a director després de la nacionalització del conservatori després de 1918.

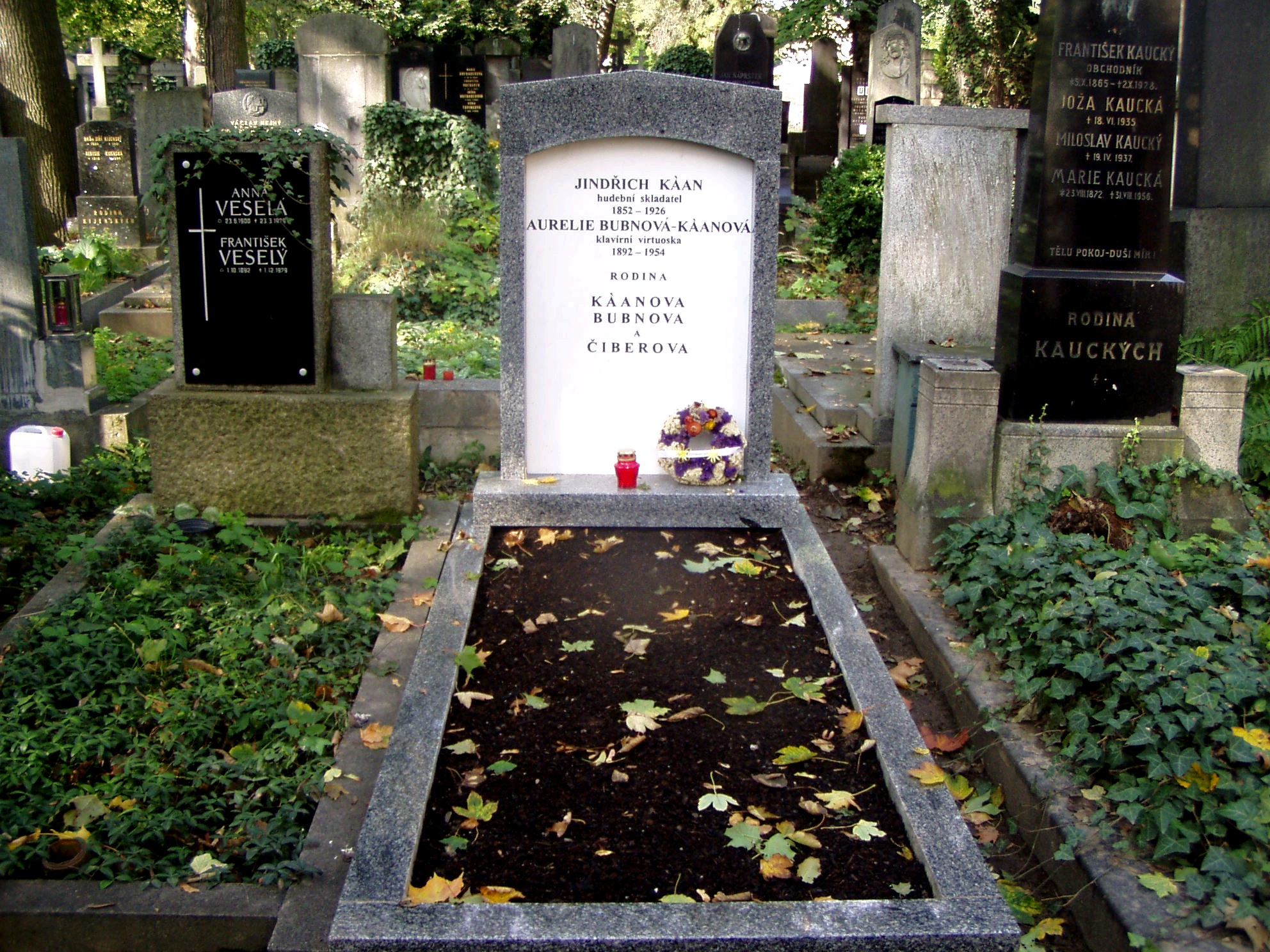
La tomba de Jindřich Kàan al cementiri de Praga 5 - Malvazinky

Va passar el final de la seva vida al poble de Roudná, prop de Soběslav. Va morir allà el 7 de març de 1926 i va ser enterrat al poble proper de Janov. L'any 1983, l'urna amb les seves restes va ser col·locada a la tomba familiar del cementiri Malvazinky de Praga, tomba núm. 238, apartat A II.

## Treball
Durant la seva vida, va ser famós per les seves transcripcions per a piano de composicions txeques, especialment Bedřich Smetana, a qui va popularitzar molt, però també Antonín Dvořák i Vilém Blodek. Va publicar el llegat del piano d'Smetana en una revisió professional.
El seu propi treball va ser extens, però no molt apreciat. Els ballets Bajaja i Olim es van representar al Teatre Nacional i en altres escenaris durant la seva vida. També va compondre música de cambra, cançons i melodrames.
El 1913 es va publicar el seu Procediment per a l'ensenyament del piano amb un apèndix pel Prof. Karl Hoffmeister.